# Konrad Barthold Behrens
Konrad Barthold Behrens (* 26. August 1660 in Hildesheim; † 4. Oktober 1736 in Braunschweig) war ein deutscher Arzt und Historiker.

## Leben
Er wurde in Helmstedt 1684 promoviert. Als Braunschweiger Militärarzt nahm er am Krieg in Ungarn teil und wurde 1712 zum Leibarzt des Herzogs Anton Ulrich von Braunschweig-Lüneburg ernannt. Er ist als Verfasser einer Geschichte des braunschweigischen Fürstenhauses bekannt und wegen seiner wissenschaftlichen Leistungen auf dem Gebiet der Hygiene und der Rechtsmedizin.
Er starb 1736 in Braunschweig.
Der Mediziner Rudolph August Behrens war sein Sohn.

## Ehrungen
1694 wurde er zum Mitglied der Deutschen Akademie der Naturforscher Leopoldina gewählt.
Seit 1708 war er auswärtiges Mitglied der Preußischen Akademie der Wissenschaften.

## Schriften
- Gutachten, wie ein Soldat im Felde vor Krankheiten sich hüten könne. Hildesheim 1689.
- Medicus legalis etc.. Verlag Paul Zeisings, Helmstedt 1696, OCLC 14310518.
- Selecta diaetetica de recta ad valetudinem tuendam ratione. Hildesheim 1710.